# スナップショット・エステティック
スナップショット・エステティック（英語: snapshot aesthetic, 「美学的スナップ写真」の意）は、スナップ写真において、芸術写真に位置づけられる作品の総称である。ロバート・フランク、そしてリー・フリードランダー、ゲイリー・ウィノグランドがこの写真運動の中心人物である。

## 略歴・概要

### 前史
スナップショット（スナップ写真）は、日常の中の光景等を瞬間的に切り取ったものである。
「スナップショット・エステティック」の初期の理論家には、オーストリアの建築批評家ジョゼフ・アウグスト・ルクス（Joseph August Lux）がいる。ルクスは1908年（明治41年）に『コダックの芸術的秘術』 Künsterlische Kodakgeheimnisse という書籍を上梓し、同書のなかで、コダックの廉価版写真機「ブローニー」を使用することを擁護した。カトリック的近代批評に影響を受けた立場に導かれ、写真機を使用することの気楽さは、人々が自分たちの周囲や生産したものを撮影・記録することができることを意味すると論じ、ルクスの望むものは、現代世界の潮の満ち引きにおける安定性のひとつの典型であった
ブローニーの登場した1900年（明治33年）以降、写真機の小型・軽量化は急速に進み、ドイツのカメラメーカーライカが生んだ「L型ライカ」や「M型ライカ」は、写真機と写真術の普及、スナップ写真の向上に寄与した。報道の分野にも積極的に使用され、アンリ・カルティエ＝ブレッソン、木村伊兵衛らは「スナップ・ショットの名手」と呼ばれた。

### 1960年代以降
ヴァルター・ベンヤミンによる『複製技術時代の芸術』（1935年）によれば、「複製可能性」と「技巧の不在」が写真の本質であり、そうであるならば、もっとも芸術から遠いとみなされ、だれでも容易に撮影可能なスナップ写真にこそ、写真の本質的な可能性が宿るはずだとするのが「スナップショット・エステティック」の考え方である。つねに人物・風景が構図の中心となるスナップ写真において、予測不可能な夾雑物が思わぬ効果をもたらすことに最初に気づいたのが、ロバート・フランクである。リー・フリードランダー、ゲイリー・ウィノグランドが、追ってスナップ写真による美を追求した。「エステティック」（美学的）な「スナップ写真」という語には、「技巧の不在」であるならばそこに美意識こそが際立つという写真家たちの戦略が込められている。
このスタイルの典型における特徴は、平凡な日常的な主題、および中心を外したフレーミングであるように見える。多くの作品において、主題はイメージ間に直結した関連を欠き、個々のイメージの間にある並置関係や分裂関係に依存している。この傾向は、ジョン・シャーカフスキーが促進したものである。シャーカフスキーは、1962年（昭和37年）から1991年（平成3年）にわたってニューヨーク近代美術館（MoMA）の写真部長を務めた人物である。特筆すべき実作家は、ゲイリー・ウィノグランド、ナン・ゴールディン、ヴォルフガング・ティルマンス、マーティン・パー、ウィリアム・エグルストン、テリー・リチャードソンらである。これらの写真家たちは、ユージン・スミスやゴードン・パークスらとは対照的に、「生活や人生を改革するのではなく、知ること」を目的としていた（ジョン・シャーカフスキー『ダイアン・アーバス』）。シャーカフスキーは、1967年（昭和42年）にMoMAで開かれ、後に影響力を持つにいたる「ニュー・ドキュメンツ展」において、ダイアン・アーバス、リー・フリードランダー、ゲイリー・ウィノグランドの作品を購入し、写真界における新傾向をはっきりと認識させた。スナップ写真のようなカジュアルなルックスをもつ写真、圧倒的にふつうの主題をもつ写真、という傾向である。
「スナップショット・エステティック」という用語は、「古典的」な白黒フィルムで撮られたヴァナキュラー写真におけるスナップ写真家（スナップショット・アーティスト、アノニマスな作家たち）の魅力から湧き上がったものである。次のような特徴がみられる。
1. ハンドヘルドの写真機から生まれたものであり、現代的かつ安手のデジタルカメラが搭載する電子式ファインダー（英語版）のようには、そのファインダーは、主題が中心に据えられているかどうかをフレームの隅々まで容易に「視る」ことはできない。
2. 自分たちの生活や人生のさまざまな儀式を記録するふつうの人々が生んだものであり、被写体となっている場所は、自分たちが暮らしたり訪れたところである。

### 1990年代以降
HIROMIX、ライアン・マッギンレー、ミコ・リム、アーニス・バルカスといった1990年代以降の現代写真家たちが、国際的な認知を得ているのは、スナップショット・エステティックの恩恵といえる。1990年代初頭以降、このスタイルは、ファッション写真において、とくに『ザ・フェイス』誌のような若年層向けファッション誌においては、優勢を占めるモードとなった。この時代以降の写真界は、いわゆるヘロインシックと関係が深く、そこにはナン・ゴールディンの作風も深く影を落としている。
1997年（平成9年）に『写真のアルケオロジー』を上梓した写真史家のジェフリー・バッチェンは、「スナップショット・エステティック」をさらに推し進め、アノニマスかつ膨大な作品群であるヴァナキュラー写真を審美的に評価した。